# Discografia de Grimes
A cantora e compositora canadense Grimes lançou cinco álbuns de estúdio, um álbum de remixes, um DJ mix, três extended plays (EPs), treze singles (incluindo cinco como artista convidada), dois singles promocionais e vinte e um vídeos musicais. Nascida e criada em Vancouver, Grimes começou a gravar música experimental enquanto frequentava a Universidade McGill em Montreal, onde se envolveu com a cena musical underground.
Grimes adotou seu nome artístico após a música grime depois de descobrir a existência do gênero através do Myspace. Em janeiro de 2010, ela lançou seu álbum de estréia, Geidi Primes pela Arbutus Records, seguido por Halfaxa, em setembro daquele ano. No final de 2011, ela anunciou que havia assinado com a 4AD, que fez parceria com a Arbutus Records para lançar seu terceiro álbum de estúdio, Visions, em janeiro de 2012. Visions recebeu aclamação da crítica e foi elogiado pelo The New York Times como "um dos mais impressionantes álbuns do ano até agora". Seu quarto álbum, Art Angels de 2015, foi seu primeiro a chegar no top 40 em vários países.
A música de Grimes tem sido notada por críticos e jornalistas por sua combinação atípica de elementos vocais, bem como uma ampla gama de influências, que vão da electronica ao pop, hip hop, R&B, noise rock e até música medieval.
Em 2013, Grimes foi premiada com o Webby Award de Artista do Ano e um Juno Award de Álbum Eletrônico do Ano.
Em março de 2021, os álbuns de Grimes ganharam 736.000 unidades de consumo, das quais 307.000 são vendas de álbuns e 554 milhões de streams de músicas sob demanda nos Estados Unidos, segundo a MRC Data.

## Álbums

### Álbuns de estúdio
| Título                                                                                    | Detalhes                                                                                                  | Melhor posição nas paradas | Melhor posição nas paradas | Melhor posição nas paradas | Melhor posição nas paradas | Melhor posição nas paradas | Melhor posição nas paradas | Melhor posição nas paradas | Melhor posição nas paradas | Melhor posição nas paradas | Melhor posição nas paradas | Vendas         |
| Título                                                                                    | Detalhes                                                                                                  | CAN                        | AUS                        | BEL (FL)                   | IRL                        | HOL                        | NZL                        | GBR                        | EUA                        | EUA Alt.                   | EUA Ind.                   | Vendas         |
| ----------------------------------------------------------------------------------------- | --- | -------------------------- | -------------------------- | -------------------------- | -------------------------- | -------------------------- | -------------------------- | -------------------------- | -------------------------- | -------------------------- | -------------------------- | -------------- |
| Geidi Primes                                                                              | - Lançamento: 10 de janeiro de 2010 - Gravadora: Arbutus - Formatos: Cassete, CD, download digital, vinil | —                          | —                          | —                          | —                          | —                          | —                          | —                          | —                          | —                          | —                          |                |
| Halfaxa                                                                                   | - Lançamento: 30 de setembro de 2010 - Gravadora: Arbutus - Formatos: CD, download digital, vinil         | —                          | —                          | —                          | —                          | —                          | —                          | —                          | —                          | —                          | —                          |                |
| Visions                                                                                   | - Lançamento: 31 de janeiro de 2012 - Gravadora: 4AD - Formatos: CD, download digital, vinil              | —                          | —                          | 46                         | 65                         | —                          | —                          | 67                         | 98                         | 17                         | 13                         | - EUA: 110,000 |
| Art Angels                                                                                | - Lançamento: 6 de novembro de 2015 - Gravadora: 4AD - Formatos: Cassete, CD, download digital, vinil     | 16                         | 30                         | 82                         | 31                         | 84                         | 28                         | 31                         | 36                         | 1                          | 2                          | - EUA: 50,000  |
| Miss Anthropocene                                                                         | - Lançamento: 21 de fevereiro de 2020 - Gravadora: 4AD - Formatos: CD, download digital, vinil            | 31                         | 10                         | 36                         | 20                         | 68                         | 28                         | 10                         | 32                         | 4                          | 3                          |                |
| Book 1                                                                                    | - A ser lançado: 2023 - Gravadora: Nazgul Records / Media Empire - Formatos: CD, download digital, vinil  | A ser lançado              | A ser lançado              | A ser lançado              | A ser lançado              | A ser lançado              | A ser lançado              | A ser lançado              | A ser lançado              | A ser lançado              | A ser lançado              | A ser lançado  |
| Book 2                                                                                    | - A ser lançado: 2023 - Gravadora: Nazgul Records / Media Empire - Formatos: CD, download digital, vinil  |                            |                            |                            |                            |                            |                            |                            |                            |                            |                            |                |
| "—" denota gravações que não entraram nas paradas ou não foram lançadas nesse território. | |                            |                            |                            |                            |                            |                            |                            |                            |                            |                            |                |

### Álbums de remixes
| Título                           | Detalhes                                                                |
| -------------------------------- | ----------------------------------------------------------------------- |
| Miss Anthropocene (Rave Edition) | - Lançado: 1 de janeiro de 2021 - Formatos: Download digital, streaming |

### DJ mixes
| Título | Detalhes                                                   |
| --- | ---------------------------------------------------------- |
| This Story Is Dedicated to All Those Cyberpunks Who Fight Against Injustice and Corruption Every Day of Their Lives! | - Lançamento: 11 de dezembro de 2020 - Formatos: streaming |

## Extended plays
| Título                | Detalhes |
| --------------------- | --- |
| Lethe                 | - Lançamento: 18 de dezembro de 2007 - Gravadora: Auto-lançado - Formato: Download digital                    |
| Darkbloom (com d'Eon) | - Lançamento: 18 de abril de 2011 - Gravadora: Arbutus, Hippos in Tanks - Formatos: CD, 12", download digital |
| Ambrosia              | - Lançamento: 30 de novembro de 2012 - Gravadora: 4AD - Formatos: CD                                          |
| Fairies Cum First     | - A ser lançado: 2022 - Gravadora: Columbia Records                                                           |

## Singles

### Como artista principal
| "Oblivion"                                                                                | 2012 | —  | —  | 92 | 39 | —  | —  | —  | —   | —  | —  | —  | - RIAA: Ouro | Visions                    |
| "Genesis"                                                                                 | 2012 | —  | —  | —  | —  | 44 | —  | —  | —   | 37 | —  | —  | - RIAA: Ouro | Visions                    |
| "Go" (com participação de Blood Diamonds)                                                 | 2014 | —  | —  | —  | —  | —  | —  | —  | 190 | 23 | 22 | —  |              | Singles sem álbum          |
| "Entropy" (com Bleachers)                                                                 | 2015 | —  | —  | —  | —  | —  | —  | —  | —   | —  | —  | —  |              | Singles sem álbum          |
| "Flesh Without Blood"                                                                     | 2015 | 46 | 84 | —  | —  | 43 | —  | —  | —   | 27 | 18 | 23 |              | Art Angels                 |
| "Kill V. Maim"                                                                            | 2016 | —  | —  | —  | —  | —  | —  | —  | —   | —  | —  | —  |              | Art Angels                 |
| "California"                                                                              | 2016 | —  | —  | —  | —  | —  | —  | —  | —   | —  | —  | —  |              | Art Angels                 |
| "We Appreciate Power" (com participação de Hana)                                          | 2018 | —  | —  | —  | —  | 13 | 35 | 69 | —   | —  | —  | 40 |              | Miss Anthropocene          |
| "Violence" (com i_o)                                                                      | 2019 | —  | —  | —  | —  | 48 | 31 | —  | —   | —  | 19 | —  |              | Miss Anthropocene          |
| "So Heavy I Fell Through the Earth"                                                       | 2019 | —  | —  | —  | —  | —  | —  | —  | —   | —  | 18 | —  |              | Miss Anthropocene          |
| "My Name Is Dark"                                                                         | 2019 | —  | —  | —  | —  | —  | —  | —  | —   | —  | 22 | —  |              | Miss Anthropocene          |
| "4ÆM"                                                                                     | 2019 | —  | —  | —  | —  | —  | —  | —  | —   | —  | 18 | —  |              | Miss Anthropocene          |
| "Delete Forever"                                                                          | 2020 | —  | —  | —  | —  | —  | —  | —  | —   | —  | 14 | —  |              | Miss Anthropocene          |
| "Player of Games"                                                                         | 2021 | —  | —  | —  | —  | —  | —  | —  | —   | —  | 19 | —  |              | Book 1                     |
| "Shinigami Eyes"                                                                          | 2022 | —  | —  | —  | —  | —  | 19 | —  | —   | —  | 12 | 36 |              | Fairies Cum First e Book 1 |
| Music 4 Machines                                                                          | 2023 |    |    |    |    |    |    |    |     |    |    |    |              | Book 1 / Book 2            |
| I Wanna be a Software                                                                     | 2023 |    |    |    |    |    |    |    |     |    |    |    |              | Book 1 / Book 2            |
| "—" denota gravações que não entraram nas paradas ou não foram lançadas nesse território. |      |    |    |    |    |    |    |    |     |    |    |    |              |                            |

### Como artista convidada
| Título                                                                                    | Ano  | Melhores posições nas paradas | Melhores posições nas paradas | Melhores posições nas paradas | Melhores posições nas paradas | Melhores posições nas paradas | Melhores posições nas paradas | Álbum             |
| Título                                                                                    | Ano  | BEL (FL)                      | BEL (VA)                      | NZ Hot                        | GBR                           | EUA R&B                       | EUA Rock                      | Álbum             |
| ----------------------------------------------------------------------------------------- | ---- | ----------------------------- | ----------------------------- | ----------------------------- | ----------------------------- | ----------------------------- | ----------------------------- | ----------------- |
| "Phone Sex" (Blood Diamonds com Grimes)                                                   | 2012 | —                             | —                             | —                             | —                             | —                             | —                             | Single sem álbum  |
| "Pynk" (Janelle Monáe com participação de Grimes)                                         | 2018 | —                             | —                             | —                             | —                             | 21                            | —                             | Dirty Computer    |
| "Love4eva" (Loona yyxy com participação de Grimes)                                        | 2018 | —                             | —                             | —                             | —                             | —                             | —                             | Beauty & the Beat |
| "Nihilist Blues" (Bring Me the Horizon com participação de Grimes)                        | 2019 | —                             | —                             | 29                            | 77                            | —                             | 45                            | Amo               |
| "Cry" (Ashnikko com participação de Grimes)                                               | 2020 | —                             | —                             | 37                            | —                             | —                             | —                             | Demidevil         |
| "—" denota gravações que não entraram nas paradas ou não foram lançadas nesse território. |      |                               |                               |                               |                               |                               |                               |                   |

### Singlespromocionais
| Título                                      | Ano  | Álbum / EP |
| ------------------------------------------- | ---- | ---------- |
| "Vanessa"                                   | 2011 | Darkbloom  |
| "Scream" (com participação de Aristophanes) | 2015 | Art Angels |

## Outras canções nas paradas
| "Realiti"                                         | 2015 | — | —  | 30 | —  | Art Angels               |
| "Medieval Warfare"                                | 2016 | — | —  | —  | 24 | Suicide Squad: The Album |
| "Darkseid" (com 潘PAN)                            | 2020 | — | —  | 31 | —  | Miss Anthropocene        |
| "New Gods"                                        | 2020 | — | —  | 34 | —  | Miss Anthropocene        |
| "You'll Miss Me When I'm Not Around"              | 2020 | — | 36 | 10 | —  | Miss Anthropocene        |
| "Before the Fever"                                | 2020 | — | —  | 41 | —  | Miss Anthropocene        |
| "Idoru"                                           | 2020 | — | —  | 27 | —  | Miss Anthropocene        |
| "Sheesh" (Benee com participação de Grimes)       | 2020 | — | 12 | —  | —  | Hey U X                  |
| "—" denota uma gravação que não entrou na parada. |      |   |    |    |    |                          |

## Outras aparições
| Título                             | Ano  | Outro artista(s)       | Álbum                                               |
| ---------------------------------- | ---- | ---------------------- | --------------------------------------------------- |
| "Golden Calf"                      | 2013 | Doldrums               | Lesser Evil                                         |
| "Take Me Away"                     | 2014 | Bleachers              | Strange Desire                                      |
| "Heaven"                           | 2015 | Troye Sivan, Betty Who | Blue Neighbourhood                                  |
| "Dark Come Soon"                   | 2017 | Hana                   | Tegan and Sara Present The Con X: Covers            |
| "The Medicine Does Not Control Me" | 2018 | Jimmy Urine            | Euringer                                            |
| "Play Destroy"                     | 2018 | Poppy                  | Am I a Girl?                                        |
| "Delicate Weapon"                  | 2020 | Nenhum                 | Cyberpunk 2077: Radio, Vol. 2 (Original Soundtrack) |

## Vídeos musicais
| Título                                            | Ano  | Diretor(es)                       | Ref.   |
| ------------------------------------------------- | ---- | --------------------------------- | ------ |
| "Vanessa"                                         | 2011 | Grimes e John Londono             | [ 47 ] |
| "Crystal Ball"                                    | 2011 | Tim Kelly                         | [ 48 ] |
| "Oblivion"                                        | 2012 | Emily Kai Bock e Grimes           | [ 49 ] |
| "Nightmusic" (com participação de Majical Cloudz) | 2012 | John Londono                      | [ 50 ] |
| "Genesis"                                         | 2012 | Grimes                            | [ 51 ] |
| "Go" (com participação de Blood Diamonds)         | 2014 | Roco-Prime (Grimes e Mac Boucher) | [ 52 ] |
| "Realiti"                                         | 2015 | Grimes                            | [ 53 ] |
| "Flesh Without Blood/Life in the Vivid Dream"     | 2015 | Grimes                            | [ 54 ] |
| "Kill V. Maim"                                    | 2016 | Grimes and Mac Boucher            | [ 55 ] |
| "California"                                      | 2016 | Grimes and Mac Boucher            | [ 56 ] |
| "Butterfly"                                       | 2016 | Grimes and Mac Boucher            | [ 57 ] |
| "World Princess Part II"                          | 2016 | Grimes and Mac Boucher            | [ 57 ] |
| "Scream" (com participação de Aristophanes)       | 2016 | Grimes and Mac Boucher            | [ 57 ] |
| "Belly of the Beat"                               | 2016 | Grimes and Mac Boucher            | [ 57 ] |
| "Venus Fly" (com participação de Janelle Monáe)   | 2017 | Grimes                            | [ 58 ] |
| "Violence" (com participação de I_o)              | 2019 | Grimes                            | [ 59 ] |
| "Delete Forever"                                  | 2020 | Grimes                            |        |
| "Idoru"                                           | 2020 | Grimes                            |        |
| "You'll Miss Me When I'm Not Around"              | 2020 | Mac Boucher                       | [ 60 ] |
| "Player Of Games"                                 | 2021 | Anton Tammi                       | [ 61 ] |
| "Shinigami Eyes"                                  | 2022 | BRTHR                             | [ 62 ] |